# パロット (パチスロ)
パロットは、パチンコ玉で遊技するパチスロである。
なお「パロット」という名称は日本新遊技機開発工業会の加盟メーカーが使用するもので、新遊技機工業協同組合の加盟メーカーでは「新回胴」（しんかいどう）という名称を使用しているが、実質的な中身は同じものである。そのため、以下本記事では「パロット」「新回胴」の両方を含めた形で「パロット」と総称する。

## 概要
「パチンコ玉で遊べるパチスロマシン」がコンセプト。
一般的なパチスロはメダルで遊技するが、パロットの場合はメダルの代わりにパチンコ玉で遊技する。なお、パチスロのメダル1枚=パチンコ玉5玉と計算して遊技する（パロットもメダル換算で3枚掛け専用なので、1回転で15玉必要となる）。パチンコの場合でいう「CR機」に該当し、機種名には頭に「CRP」を冠する。
メダルの代わりにパチンコ玉を使用するのは、単に奇をてらってではなく、パチスロ機導入に伴う新たな設備投資なしでパチスロ機を設置できる、というパチンコ店側にとってのメリットを前面に出すためのものだった。パチスロ機を導入していないパチンコ店で新たにパチスロを導入するとなると、パチスロ機本体のほかメダル、メダルカウンター、専用メダル貸し機など、多額の設備投資を要することとなる。特に地方都市の店や資金力の乏しい個人経営の店ではそれらは過大負担となることから、そのリスクを回避すべく開発された。
パロットの第1号となった『CRP花月伝説R・パロット電車でGO!』はSANKYOから発売され、パロット業界第1号筐体はエイブルコーポレーションが開発したマルチライブボディが使用された。
開発開始当初（4号機時代）はドラム型ではなくベルト型リールを採用していたが、5号機の規定に抵触するためパチスロと同じドラム型リールを採用することになった。
2008年5月までに7機種が発売された。従来のパチンコ台と共通の台枠を使用していることからパチンコ台の設備を流用することができる上に、5号機の規定に準じているために初心者でも遊びやすいことから発表当初は注目されたが、換金格差（後述）の問題や、設置店舗によってはストップボタンの位置が押しづらくなってしまったり、また規定上パチンコと比べて意図的な連チャンができないこと（これはパロットに限らず、5号機に該当するパチスロ全般に言える問題でもある）から、そもそも新機種の開発には各メーカーもあまり乗り気でなかった。
またパロット発表当時は、5号機の不人気からホールではむしろパチスロのシマをもてあましており、4号機を撤去した跡に5号機を導入せず、ベニヤ板を張って封鎖した状態のままのホールすら散見される状況で、わざわざパチンコのシマにパロットを設置するメリットやニーズがホール側にもなかった。
このためパロットを導入した店舗はごく少数で、参入メーカーも少数にとどまった。2008年5月の『パロット電車でGO!2』以降パロットの新機種が正式に発売されておらず、パロットの開発を推進した業界団体である日本新遊技機開発工業会も2008年6月末で解散していたことが明らかになっている。
ただし、2011年に入って一部店舗で新機種のテスト導入が行われたり、2018年に三洋物産から6号機のパロットが検定に通過するなど、新機種の開発を細々と続行しているメーカーもある。

## 換金格差について
注：換金格差という言葉はいろいろな意味を含むが、ここではパロットとスロットとの換金格差について記述する。
通常ホールが遊技者にパチンコ玉を貸し出す際のレートは「1玉4円」、メダルは「1枚20円」以下と法律で定められている。プレイ単価はパロット（1プレイ15玉=60円）もスロット（1プレイ3枚=60円）も同じだが、遊技終了後の景品交換のレートは店によって異なってくる。たとえば「パチンコ玉は3円交換、スロットは等価（5枚）交換」という店舗の場合、同じ出玉（出メダル）を換金した場合でもパロットの方が25%金額的な面で不利になってしまう。

## パロット・新回胴の機種一覧
- CRP花月伝説R・パロット電車でGO!2（SANKYO）
- CRPカリブの海賊（アトラス）
- ドラスロ（三協電子工業）
- パロット湘南爆走族（大一商会）
- パロットコードネームアスカ（三洋物産）
- 美ら花（ニューギン）
- CRレディマーメイド7（北電子）